# Homem

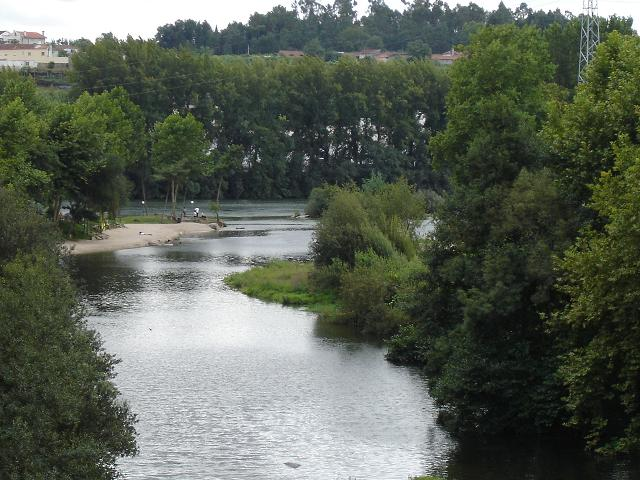
De Homem

De Homem is een rivier in het noorden van Portugal die uitkomt in de Rio Cávado. De rivier is 37 kilometer lang en is in de jaren zestig van de twintigste eeuw afgedamd om de regio van water en elektriciteit te voorzien, waardoor het dorp Vilarinho das Furnas onder water verdween.